# Marie Jahoda
Marie Jahoda (26 de enero de 1907 - 28 de abril de 2001) fue una psicóloga social austrobritánica. Hizo numerosas contribuciones a la investigación cualitativa y a la sicología social. Por su trayectoria, fue elegida Miembro Honorario Extranjero de la Academia Estadounidense de Artes y Ciencias en 1992.

## Biografía
Jahoda nació en Viena, en la familia de un comerciante judío. Creció en Austria, donde la opresión política contra los socialistas terminó expulsandola del país. Desde su adolescencia hizo parte del Partido Socialdemócrata Austriaco en la Viena Roja, este momento tuvo una gran influencia en su vida. Se la considera (entre muchas otras) la Gran Dama del socialismo europeo. En 1928 obtuvo su diploma de profesora en la Academia Pedagógica de Viena y en 1933 obtuvo su Doctorado en Filosofía de la Psicología en la Universidad de Viena . Junto con Paul Lazarsfeld y Hans Zeisel, escribió un estudio sociológico ahora clásico sobre el impacto social del desempleo en una pequeña comunidad austriaca: – Marienthal: la sociografía de una comunidad desempleada (Die Arbeitslosen von Marienthal) de 1932. (Edición en inglés 1971  edición de bolsillo por Transaction Publishers en EE. UU., 2002). 
Marienthal era un distrito industrial que padeció en la década de 1920 niveles muy altos de desempleo. El equipo de investigación al que pertenecía Jahoda examinó las consecuencias psicológicas, a menudo devastadoras que esto tenía sobre la población. Estas consecuencias iban más allá de las dificultades obvias asociadas con la privación financiera, los investigadores concluyeron que en las sociedades industriales modernas el trabajo proporciona importantes beneficios sociales, incluido un sentido de valor personal, conexión con objetivos sociales más amplios y una estructura de tiempo para sus días y semanas. Jahoda aportó  particularmente una visión de género adelantada a su época, sumando datos diferenciados del uso del tiempo en hombres y mujeres, y las consecuencias diferenciadas ante el desempleo que viven hombres y mujeres.
En 1936 Jahoda fue encarcelada por el régimen dictatorial de Kurt Schuschnigg por su trabajo clandestino para los socialistas. En 1937, después de la presión extranjera para que la liberaran, se le permitió salir de prisión con la condición de que abandonara el país inmediatamente. De esta manera fue expulsada de Austria y su ciudadanía fue revocada. Jahoda fue a Inglaterra y permaneció allí durante la Segunda Guerra Mundial, llegó a Estados Unidos en 1945. Allí trabajó como profesora de psicología social en la Universidad de Nueva York e investigadora del Comité Judío Americano y de la Universidad de Columbia. 
Jahoda contribuyó al análisis de los Estudios sobre el prejuicio y fue coeditora del tercer volumen de estos estudios llamado Antisemitismo y trastorno emocional: una interpretación psicológica, publicada en 1950. Entre 1958 y 1965  participó en el establecimiento de programas de grado en Psicología en lo que hoy es la Universidad Brunel. También fundó el Centro de Investigación de Relaciones Humanas y fue contratada por la Universidad de Sussex en 1965, donde trabajó como profesora de Psicología Social. Posteriormente, en la Universidad de Sussex, se convirtió en consultora y luego profesora invitada en la Unidad de Investigación de Políticas Científicas . En 1968 se hizo miembro del Social Science Research Council de Reino Unido.
En 1958 desarrolló la teoría de la Salud Mental Ideal. A través de su trabajo, Jahoda identificó cinco categorías que, según ella, eran vitales para la sensación de bienestar (1982, 87). Estos fueron: estructura de tiempo, contacto social, esfuerzo o propósito colectivo, identidad o estatus social y actividad regular. Sostuvo que las personas desempleadas se veían privadas de los cinco, y que esto explicaba gran parte de los problemas de salud mental reportados entre los desempleados. 
En la década de 1980, cuando se vivieron de nuevo altos niveles de desempleo, este enfoque fue bastante influyente y sus estudios en Marienthal atrajeron un nuevo interés: expuso en numerosas ocasiones sobre este tema en Europa. En ese momento trabajaba en la Unidad de Investigación de Política Científica, donde también había contribuido al trabajo de la Unidad sobre innovación y estudios de futuros, de manera más visible en el estudio coeditado por Christopher Freeman y Marie Jahoda (eds) 1978, World Futures: the Gran Debate (publicado por Martin Robertson en el Reino Unido).

## Vida familiar
En 1927 se casó con Paul Felix Lazarsfeld con quien tuvo su única hija, Lotte Franziska Lazarsfeld (nacida en 1930). quien se convirtió en profesora de administración en el MIT. En 1934 se divorció de Lazarsfeld, quien había estado involucrado con Herta Herzog desde 1932. Después de regresar al Reino Unido en 1958, se casó con el político laborista Austen Albu .

## Salud mental ideal
Marie Jahoda, en 1958, ideó una lista de características que están presentes en la mayoría de las personas consideradas normales. Conocidos como Salud Mental Ideal, estos fueron:
- Autopercepción eficiente.
- Autoestima y aceptación realistas.
- Control voluntario del comportamiento.
- Percepción verdadera del mundo.
- Mantenimiento del vínculo y afectividad.
- Autodirección y productividad.

## Publicaciones principales
Además de los citados anteriormente, sus principales publicaciones incluyen:
(con Paul Lazarsfeld y Hans Zeisel), Die Arbeitslosen von Marienthal (1932; edición en inglés de 1971 – Marienthal: la sociografía de una comunidad desempleada – edición de bolsillo de Routledge, Londres, 1971 y reeditada en 2002).
Métodos de investigación en relaciones sociales por Claire Selltiz; María Jahoda; Morton Alemán; Stuart W. Cook (1964)
Estudios sobre el alcance y el método de la personalidad autoritaria: continuidades en la investigación social por Richard Christie y Marie Jahoda (1954)
Métodos de investigación en relaciones sociales: con especial referencia al prejuicio de Marie Jahoda (1952)
Trabajo, empleo y desempleo: una descripción general de las ideas y los resultados de la investigación en la literatura de ciencias sociales por Marie Jahoda (serie de artículos ocasionales de SPRU, Universidad de Sussex, 1980)
Pensando en el futuro: una crítica de los límites del crecimiento (publicado en EE. UU. como Models of Doom ) por HSD Cole, Christopher Freeman, Marie Jahoda y Keith Pavitt (Sussex University Press, 1973)
Freud and the Dilemmas of Psychology (1977, Hogarth Press)
Technology and the Future of Europe: Competition and the Global Environment in the 1990s  coeditora con Christopher Freeman, Keith Pavitt, Margaret Sharp y William Walker (Aprendizaje Thomson, 1991). 
Ich habe die Welt nicht verändert de Marie Jahoda (2002, Julius Beltz GmbH)